# 莫卡坦普山
19°35′S 65°40′W / 19.583°S 65.667°W
莫卡坦普山（Mawk'a Tampu），是玻利維亞的山峰，位於該國南部波托西省，處於波托西以東，屬於安第斯山脈中波托西山脈的一部分，海拔高度約4,940米。